# Gorenice
Gorenice – wieś w Polsce położona w województwie małopolskim, w powiecie olkuskim, w gminie Olkusz.

## Toponimia
Nazwa prawdopodobnie pochodzi od imienia Gorynia, które mógł nosić pierwszy właściciel wsi, w źródłach można spotkać także, że nazwa pochodzi od Mikołaja de Gorinicz (Goruncz), właściciela miejscowości z XIV wieku. W źródłach można znaleźć też: Gorowicz, Gorinicz czy Goruncz.

## Położenie
Położona jest w zachodniej części Wyżyny Krakowsko-Częstochowskiej, w centralnej części Płaskowyżu Ojcowskiego. Znajduje się 35 km na północny zachód od Krakowa, 8 km na południe od Olkusza i 10 km na północ od Krzeszowic. Gorenice to typowa „ulicówka” z barokowym kościołem z 1673 roku. Dzieli się na dwie „dzielnice”: Kąt (w pobliżu kościoła) i Nawsie (większa część).
W latach 1954–1961 wieś należała i była siedzibą władz gromady Gorenice, po jej zniesieniu w gromadzie Witeradów. W latach 1975–1998 miejscowość administracyjnie należała do województwa katowickiego.

## Części wsi
| SIMC    | Nazwa     | Rodzaj    |
| ------- | --------- | --------- |
| 0217870 | Kąt       | część wsi |
| 0217886 | Kochman   | część wsi |
| 0217892 | Nawsie    | część wsi |
| 0217900 | Żabi Port | część wsi |

## Zabytki
Obiekt wpisany do rejestru zabytków nieruchomych województwa małopolskiego.
- Kościół pod wezwaniem św. Mikołaja, dzwonnica, otoczenie, drzewostan.

## Edukacja
- Szkoła Podstawowa im. Henryka Sienkiewicza, ul. Krakowska 51

We wsi znajdują się: „Dom Pogodnej Jesieni”, szkoła podstawowa, kościół rzymskokatolicki, cmentarz, klub piłkarski LZS Leśnik Gorenice, remiza strażacka, biblioteka, poczta oraz koło gospodyń wiejskich.

## Ochotnicza straż pożarna
W 1943 roku powstała Ochotnicza straż pożarna. OSP była założona przymusowo w czasie okupacji niemieckiej. Należało do niej 10 obywateli (B. Rapiński, J. Knapczyk, S. Rozmus, S. Kania, A. Knapczyk, S. Kurkowski, A. Kurkowski, M. Ziarnik, E. Ścigaj) ich nadzorem zajmował się komendant niemiecki Knebloch oraz komisarz Zelonek z Olkusza. Źródła podają, że za złe wykonane ćwiczenia strażacy byli bici. Sprzęt OSP stanowiła ręczna sikawka oraz kilka kawałków parcianych węży, a siedzibą był drewniany barak stojący nieopodal obecnej plebanii. Tuż po wyzwoleniu strażacy na czele z B. Rapińskim zorganizowali drużynę i nie pozwolili na odebranie sobie pozostałego po Niemcach sprzętu, który wtedy był na wagę złota. Tuż po wojnie w 1945 roku już za komendantury J. Ziarnika rozpoczęła się batalia o przydzielenie OSP baraku, w którym mogłaby mieć swą siedzibę do czasu wybudowania remizy (zbiórkę pieniędzy na ten cel rozpoczęto już w grudniu 1946 roku) niestety formalności przedłużały się i dopiero pismo mieszkańców gromady Gorenice do Ministerstwa Odbudowy Departamentu Budownictwa w Warszawie odniosło skutek – stało się to w sierpniu 1947 roku. Ostateczne przekazanie drewnianego baraku zarządowi OSP w Gorenicach, w którym w tym czasie mieściły się: świetlica OSP, 7-klasowa szkoła podstawowa oraz mieszkania czterech nauczycieli i harcówka, nastąpiło 15 lutego 1952 roku. Wcześniej, bo 18 czerwca 1950 roku strażacy otrzymali sztandar. Była to wielka uroczystość o czym świadczą zdjęcia zachowane w „Księgach pamiątkowych OSP”. 18 lipca 1957 roku sprzedali swoją dotychczasową siedzibę, by rozpocząć budowę Domu Strażaka w miejscu, gdzie obecnie się znajduje. 23 lipca 1959 roku położono kamień węgielny pod remizę, która została uroczyście oddana do użytku 4 października 1964 roku.

## Sport
W 1966 roku powstał zespół piłkarski i przyjął nazwę LZS Leśnik Gorenice. Nadano nazwę Leśnik, gdyż jednym z działaczy klubu był leśniczym i dzięki jego staraniom nadleśnictwo oddało część lasu, na której zostało zbudowane boisko piłkarskie.
Dzięki staraniom Ryszarda Góreckiego, prezesa klubu w latach 1997–2007, boisko zostało rozbudowane: wykonano boisko do piłki siatkowej, boisko treningowe (boczne).

## Znane osoby związane z miejscowością
- Kazimierz Wilk – polityk, działacz związkowy, poseł na Sejm RP I i II kadencji.

## Okolice
- Czerna
- Krzeszowice
- Niesułowice
- Nowa Góra
- Olkusz
- Osiek
- Paczółtowice
- Witeradów
- Zawada